# Kodoli
Kodoli es una ciudad censal situada en el distrito de Satara en el estado de Maharashtra (India). Su población es de 26106 habitantes (2011). Se encuentra a 4 km de Satara y a 108 km de Pune.

## Demografía
Según el censo de 2011 la población de Kodoli era de 26106 habitantes, de los cuales 13493 eran hombres y 12613 eran mujeres. Kodoli tiene una tasa media de alfabetización del 91,65%, superior a la media estatal del 82,34%: la alfabetización masculina es del 93,25%, y la alfabetización femenina del 89,94%.